# Lavanderia

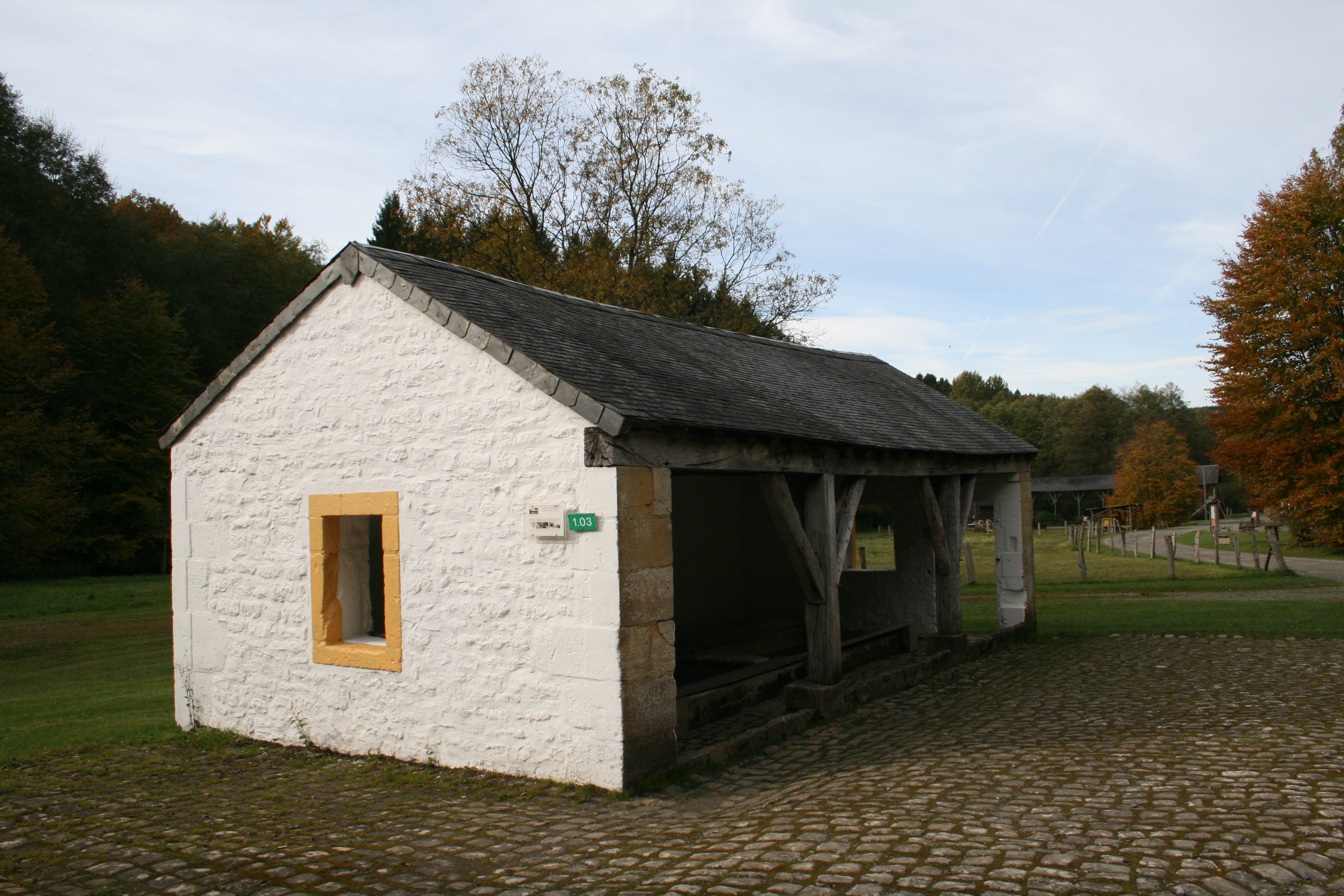
Lavanderia collettiva

La lavanderia può essere intesa come: un locale dove si possono lavare i vestiti e la biancheria di una famiglia, di un'abitazione collettiva, di un ospedale, di un esercizio d'ospitalità (alberghi, pensioni, alloggi per anziani); oppure un reparto di una industria del settore abbigliamento o tessile che produce articoli che richiedono il lavaggio prima di altre lavorazioni (finissaggio); oppure un esercizio pubblico o una industria che provvedono al lavaggio (e stiratura) di abiti e biancheria per conto di clienti.

## Storia della lavanderia

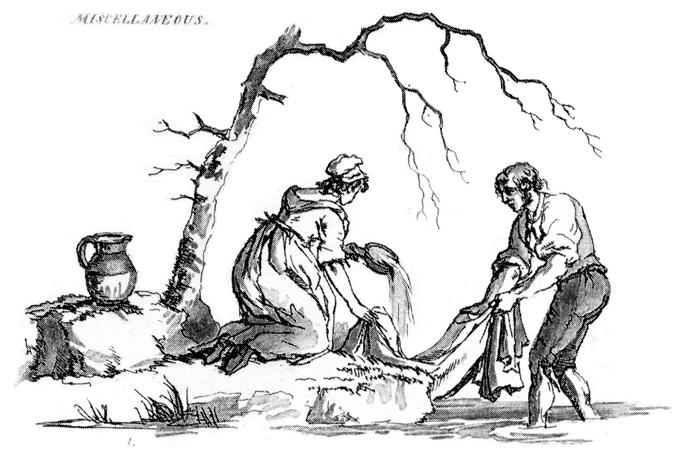
Antichi sistemi di lavanderia

Fino alla fine del XIX secolo di solito la lavanderia era costituita da un luogo idoneo presso un fiume, un ruscello o in grandi vasche poste in luoghi pubblici (lavatoi). Le operazioni consistevano nel lasciare la biancheria in flussi continui d‘acqua in modo che le sostanze in grado di causare le macchie e gli odori potessero essere eliminate; torcere e sbattere i panni con blocchi, con randelli di legno, contro rocce lisce o sul bordo di una vasca, spazzolarli e agitarli in acqua agevolava la rimozione della sporcizia.
Nell'antica Roma le lavanderie, piccole imprese artigianali ma ben organizzate, raccoglievano l'urina per utilizzarla nei processi di lavaggio in quanto ricca di ammoniaca.

## Ausili per le operazioni di lavaggio

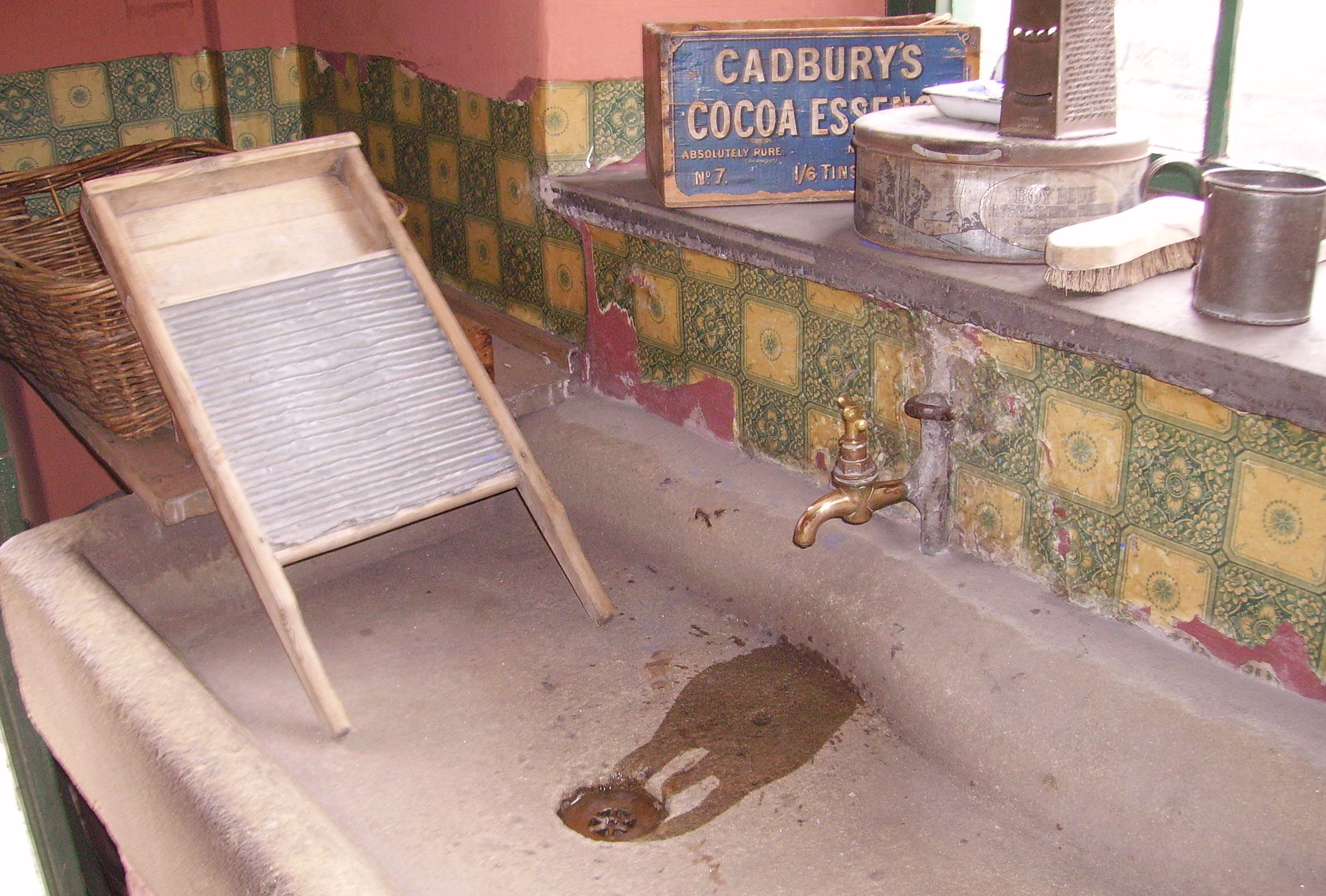
Vecchia lavanderia

Un miglioramento dei processi di lavaggio si ottiene con l'utilizzo di prodotti chimici o con altro per aumentare la solvibilità in acqua delle sostanze sporcanti. Per ottenere ciò si utilizzavano sostanze quali la liscivia (soluzione di cenere lignea e acqua calda) o i saponi, prodotti con grassi e soda caustica; questi sono stati man mano sostituiti dai detersivi (sintetici) in polvere o liquidi.
Quando non c'erano flussi d'acqua disponibili, la lavanderia era fatta in tini o vasi a tenuta d'acqua. Grandi tinozze di metallo venivano riempite d'acqua e riscaldate sopra un fuoco perché l'acqua in ebollizione era ancor più efficace per la rimozione della sporcizia. Un asse per lavare, una superficie ondulata di un materiale duro quale legno, metallo o pietra, poteva sostituire le rocce della riva del fiume come superficie per lo sfregamento di panni.
Una volta puliti, abiti e biancheria, ben strizzati per rimuovere la maggior parte dell'acqua, erano stesi all'aperto per potersi asciugare completamente, su pali appositi o su prati d'erba pulita.

## Evoluzione delle procedure di lavaggio
La rivoluzione industriale ha completamente trasformato la tecnologia della lavanderia. 
L'impiego di un dispositivo a rulli azionati da una manovella per strizzare i panni, sviluppato negli Stati Uniti già nel XVIII secolo, fu una delle prime applicazioni tese a rendere meno gravose le operazioni di lavaggio.
Successivamente, sempre nel XVIII secolo, vari inventori sviluppano diverse apparecchiature meccanizzate, sempre manuali, favorendo una trasformazione del processo di lavaggio.
Successive modificazioni introdussero delle pale che, girate con una maniglia, agitavano panni e acqua all'interno di una vasca. All'inizio del XX secolo alcune macchine iniziarono ad utilizzare un agitatore azionato elettricamente poi anche i rulli furono motorizzati.

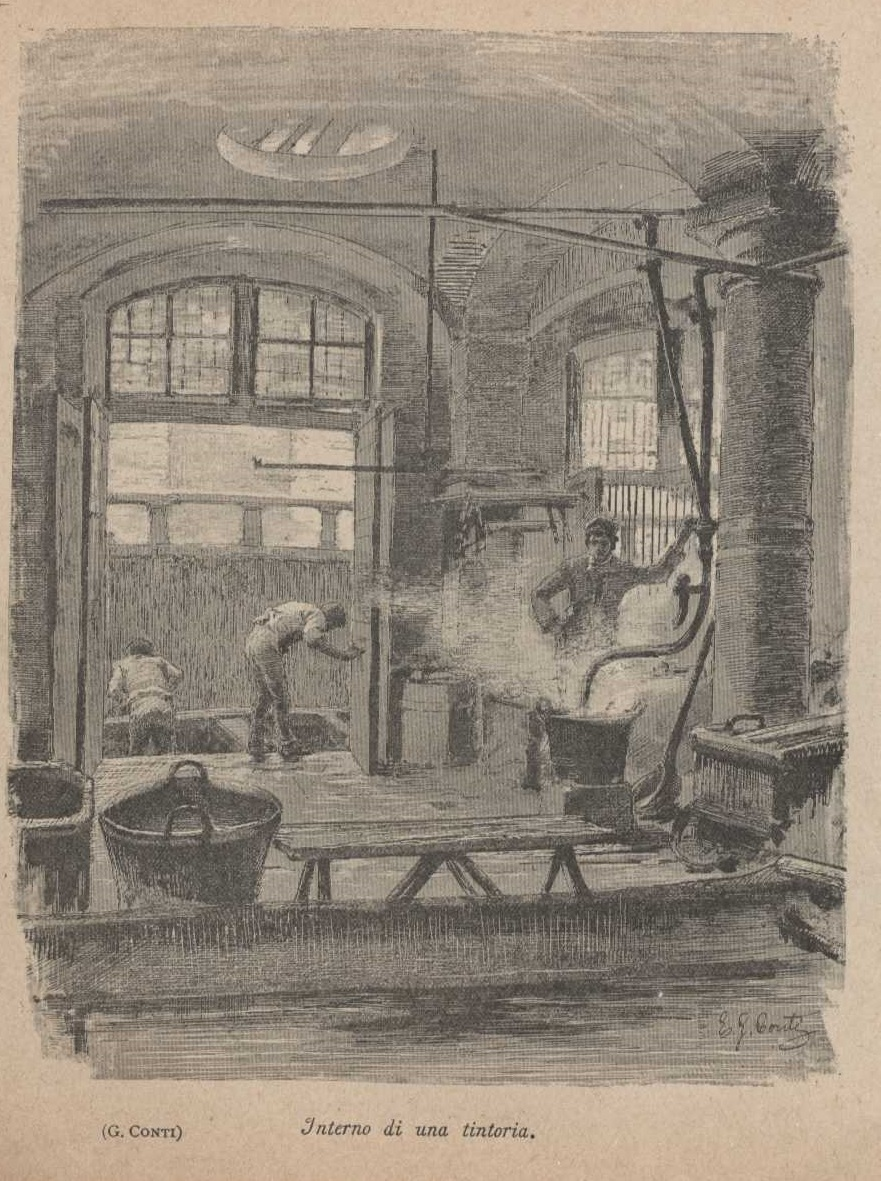
Interno di una tintoria milanese nel XIX secolo

Un'altra evoluzione fu l'introduzione di una doppia vasca perforata che ruotando lasciava all'esterno l'acqua eccedente durante il ciclo di rotazione.

## Lavanderie: esercizi e locali privati
Le lavanderie per conto terzi possono essere suddivise in esercizi artigianali e imprese industriali.
Le piccole lavanderie artigianali trovano principalmente collocazione presso i quartieri o i centri commerciali e si rivolgono principalmente alla clientela privata lavando abiti (con processi ‘'a secco'’), piccola biancheria, biancheria di casa. Garantiscono un tipico servizio di vicinato indispensabile perché, specie nelle città, è difficoltoso lavare certi capi presso le abitazioni. In alcuni paesi (U.S.A. e Canada specialmente) le lavanderie sono una tipica attività d'alcune etnie d'immigrati. Comunemente le lavanderie artigianali provvedono anche alla stiratura dei capi lavati.
Esistono anche lavanderie ‘'automatiche'’, di quartiere o di fabbricato, alle quali di solito si rivolgono piccoli nuclei familiari che non dispongono di proprie attrezzature.
Le lavanderie industriali provvedono al lavaggio di elevati quantitativi di biancheria o d'abiti per conto di grandi utenti quali: alberghi, ristoranti, industrie d'abbigliamento, collettività, altri esercizi di lavanderia.
Queste lavanderie industriali, in alcuni casi, praticano anche il servizio di noleggio della biancheria. Questo servizio consiste nella messa a disposizione di un'intera dotazione di biancheria ad alberghi, ristoranti, ospedali garantendo il regolare ritiro della biancheria sporca e la sua sostituzione con biancheria pulita. Nel servizio è compreso sia il noleggio della biancheria come il lavaggio e i ritiri/consegne.
In alcune parti del mondo, soprattutto nei paesi anglofoni quali Regno Unito, Stati Uniti e Canada, gli appartamenti e i residence prevedono spesso stanze comuni adibite a lavanderia, in cui i residenti possono utilizzare in comune le lavatrici e gli essiccatori. Dove non sono previste queste lavanderie comuni, coloro che non dispongono di macchine individuali devono lavare a mano i loro vestiti o rivolgersi ad una lavanderia automatica o commerciale.
In Europa, le costruzioni di appartamenti con le stanze comuni adibite a lavanderia sono rare; di solito ogni appartamento ha la propria lavatrice collocata in un ambiente privato o, frequentemente, all'interno di una stanza da bagno.